# Girl Friends (manga)
Girl Friends (ガールフレンズ?) è un manga giapponese di genere yuri, pubblicato dalla casa editrice Futabasha sulla rivista manga Comic High a partire dal 2006 e, in seguito, ripubblicato in versione tankōbon nel settembre 2009. Secondo le dichiarazioni rilasciate dall'autrice dopo il primo volume, la storia di Girl Friends si basa sulle esperienze personali della stessa mangaka, raccolte durante i propri anni di liceo, e poi riadattate ai tempi presenti.
Un'edizione italiana è stata annunciata da Magic Press Edizioni nel 2013.

## Trama
La storia di Girl Friends ruota intorno alle due protagoniste della serie, Mariko (più semplicemente Mari) Kamakura e Akiko (Akko) Oohashi. Mari è la consueta ragazza modello, estremamente tranquilla, riservata e dagli ottimi voti scolastici. Nonostante ciò, ha pochi amici e questo attira le attenzioni dell'esuberante e socievole Akko, a tal punto che proprio quest'ultima decide di fare il possibile per riuscire a diventare sua amica. Grazie all'improvviso legame che si instaura fra le due, Mari inizia lentamente a cambiare e ad aprirsi con le altre compagne di classe, affrontando le situazioni consuete con cui hanno spesso a che fare tutte le adolescenti: ragazzi, diete, moda, amici e studio.
Con l'evolversi della storia, tuttavia, le cose iniziano a cambiare e lentamente Mari comprende di provare nei confronti di Akko qualcosa di ben diverso dalla semplice amicizia. Seguendo il rapporto fra le due, il manga ben presto si trasforma in una vera e propria commedia romantica che ha per protagoniste due ragazze innamorate.

## Personaggi
Mariko Kumakura
Chiamata da tutti semplicemente Mari, è una delle due protagoniste del manga. Si tratta di una ragazza timida ed estremamente rispettosa, dedita agli studi e alla lettura, in particolar modo. Dal momento in cui stringe amicizia con l'esuberante Akko, Mari inizia un lento processo di trasformazione che la porta ad aprirsi maggiormente con le persone che le stanno intorno, a partire dalle proprie compagne di classe.
Dopo aver compreso di provare, nei confronti di Akko, qualcosa di più profondo di una semplice amicizia, cercherà - con scarsi risultati - di fare il possibile per sopprimere i propri sentimenti e non rovinare il legame che le ha permesso di diventare una persona nuova.
Akiko Oohashi
Più semplicemente Akko, è la seconda protagonista di Girl Friends. Si tratta di una ragazza popolare e molto estroversa, sempre allegra e frizzante. Nota subito la quieta e introversa Mari e fa di tutto per diventare sua amica, introducendola ad un mondo relativamente nuovo, fatto di moda, pettegolezzi, diete, telefonini cellulari e tutto ciò che, più in genere, riguarda la vita sociale di molti adolescenti.
Si trova al centro degli interessi romantici di Mari quando meno se lo aspetta, cosa questa che la porterà a riflettere sui suoi veri sentimenti per l'amica.
Satoko Sugiyama
Sugi è una delle compagne di classe di Akko e Mari. Ha un carattere estremamente egocentrico che la porta spesso a mettersi al centro dell'attenzione, soprattutto per catturare la curiosità dei ragazzi che le stanno intorno. Lei stessa dichiara di frequentarne più di un paio alla volta e non sembra interessata a legami sentimentali stabili. È molto amica di Tamamin, con la quale si mette spesso nei guai. Rinomata è anche la sua passione per i liquori.
Tamami Sekine
Chiamata da tutti Tamamin, è la migliore amica di Sugi, nonché un'inguaribile otaku. Ha una passione incontrollabile per i manga e il cosplay e una mentalità relativamente aperta. La si vede spesso in compagnia dei suoi inseparabili fumetti e da sottolineare è anche la sua passione per il genere yuri, nonostante Tamamin sia eterosessuale.